# Flotte der k.u.k. Kriegsmarine

Flagge der k.u.k. Kriegsmarine

Die Flotte der k.u.k. Kriegsmarine galt zu Beginn des 1. Weltkrieges als eine der zehn größten Kriegsflotten der Welt, war jedoch die kleinste unter den Flotten der europäischen Großmächte. Grund dafür war, dass die Monarchie eine ausgesprochen kontinentale Macht ohne sonderlich ausgeprägte überseeische Interessen war.
Für ihre Hauptaufgaben:
- Sicherung der eigenen Küste
- Sicherung der österreichisch-ungarischen Handelsschifffahrt
- Präsenz auf den Weltmeeren

war die Marine aber hinreichend gerüstet. Die leichten Einheiten (Zerstörer (amtlich: Torpedofahrzeuge) und Torpedoboote) und die Rapidkreuzer waren für eine Kriegführung auf der Adria und besonders an der dalmatinischen Küste sehr gut geeignet. Die modernen Schlachtschiffe der Tegetthoff-Klasse waren als Antwort auf den Schlachtschiffbau Italiens ebenfalls für den Einsatz auf der Adria und im sonstigen Mittelmeer konzipiert.
Das Marinekommando unter dem Kommandanten Admiral Anton Haus rechnete mit (dem eigentlich verbündeten) Italien, Russland und eventuell Frankreich als möglichen Kriegsgegnern, ein Krieg gegen Großbritannien war nicht vorstellbar.
Die Flotte der k. u. k. Kriegsmarine war in Geschwader, Flottillen und Divisionen gegliedert. Seit 1911 waren die Aufklärungskräfte der Flotte in der selbstständigen Kreuzerflottille zusammengefasst.

## Flotte der Linienschiffe

### 1. Geschwader
Das 1. Geschwader der Flotte stand unter dem Kommando von Viceadmiral Maximilian Njegovan. Es bestand aus den Schiffen der 1. und 2. Schweren Division.

#### 1. Schwere Division
Die 1. Schwere Division umfasste die Dreadnoughts der Tegetthoff-Klasse. Das Kommando führte der Chef des 1. Geschwaders:
- Viribus Unitis
- Tegetthoff
- Prinz Eugen

Ein weiteres Schlachtschiff dieser Klasse, die Szent István, war bei Kriegsbeginn noch im Bau.

#### 2. Schwere Division
Die 2. Schwere Division unter dem Kommando von Kontreadmiral Anton Willenik bestand aus den Linienschiffen der Radetzky-Klasse:
- SMS Erzherzog Franz Ferdinand
- SMS Radetzky
- SMS Zrinyi

### 2. Geschwader
Das 2. Geschwader unter Führung von Kontreadmiral Franz Löfler wurde aus den Schiffen der 3. und 4. Schweren Division gebildet. Die Schiffe der 4. Schweren Division waren bei Kriegsbeginn bereits veraltet.

#### 3. Schwere Division
In der 3. Schwere Division waren die Linienschiffe der Erzherzog-Klasse zusammengefasst. Das Kommando führte Kontreadmiral Franz Löfler.
- SMS Erzherzog Ferdinand Max
- SMS Erzherzog Friedrich
- SMS Erzherzog Karl

#### 4. Schwere Division
Die 4. Schwere Division, bestehend aus den Linienschiffen SMS Habsburg, SMS Árpád und SMS Babenberg wurde von Kontreadmiral Karl von Seidensacher geführt. Die Schiffe der 4. Schweren Division waren bei Kriegsbeginn bereits veraltet.
Die 1., 2., 3. und 4. Schwere Division bildeten die Flotte der Linienschiffe für den aktiven Kriegseinsatz.
Die Schlachtschiffe nahmen während des Ersten Weltkrieges nur an wenigen Operationen teil. Die meiste Zeit lagen sie in den Häfen an ihren Ankerbojen.

## Kreuzerflottille
Die Kreuzerflottille umfasste die leichten Kräfte der k.u.k. Marine, Kreuzer, Torpedofahrzeuge und Torpedoboote. Kommandant der Flottille war Viceadmiral Paul Fiedler.

### 1. Kreuzerdivision
Zur 1. Kreuzerdivision zählten die Panzerkreuzer Sankt Georg und Kaiser Karl VI., der Rapidkreuzer Helgoland sowie die Kleinen Kreuzer Aspern, Kronprinz Erzherzog Rudolf und Zenta.

### 1. Torpedofahrzeugdivision
In der 1. Torpedofahrzeugdivision der k.u.k Kriegsmarine waren die modernen Zerstörer der Tátra-Klasse (amtlich als Torpedofahrzeuge bezeichnet) der Marine und neun Torpedoboote zusammengefasst. Führungsschiff war der Rapidkreuzer Saida, Kommandant Fregattenkapitän Heinrich Seitz.
SMT Tátra, SMT Balaton, SMT Lika, SMT Csepel, SMT Triglav, SMT Orjen. (SMT als Präfix steht für Seiner Majestät Torpedofahrzeug.)

### 2. Torpedofahrzeugdivision
In der 2. Torpedobootsdivision waren 6 Torpedofahrzeuge und 18 Torpedoboote unter dem Kommando von Fregattenkapitän Benno von Millenkovich zusammengefasst. Führungsschiff war der Rapidkreuzer SMS Admiral Spaun.
Die Kreuzerflottille trug zusammen mit den Unterseebooten die Hauptlast der Kämpfe während des Krieges.
Der veraltete Kleine Kreuzer Kaiserin Elisabeth befand sich bei Kriegsbeginn als Stationsschiff in Ostasien. Er nahm an der Verteidigung des deutschen Marinestützpunktes Tsingtau teil und wurde von der eigenen Besatzung versenkt.

## Schiffe für Wach- und Sicherungsaufgaben
Die veralteten Linienschiffe der 5. Schweren Division Monarch, Wien und Budapest wurden, wie auch die alten Kreuzer der 2. Kreuzerdivision Kaiser Franz Joseph I. und Panther für Wach- und Sicherungsaufgaben (z. B. Stellung der Hafenwachschiffe) verwendet.

## Unterseebootsstation
Siehe auch: S.M. Unterseeboote
Das Unterseeboot war zu Beginn des 20. Jahrhunderts die neueste Waffe in den Kriegsflotten. Wie das optimale Boot beschaffen sein sollte und wie es eingesetzt werden sollte, war in den Marinen der Zeit noch nicht klar. Die k.u.k. Kriegsmarine wollte Boote verschiedener Bauart testen, um den für die küstennahe Kriegführung in der Adria geeignetsten Typ herauszufinden.
Im Frühjahr 1914 bestand die Unterseebootsstation (dem Hafenadmiralat von Pola unterstellt) aus den Booten SMU 1, SMU 2, SMU 3, SMU 4, SMU 5 und SMU 6.
SMU 1 und SMU 2 waren vom Seearsenal in Pola gebaut worden, SMU 3 und SMU 4 Boote von der Germaniawerft in Kiel und SMU 5 und SMU 6 waren Boote der Whitehead-Werft in Fiume nach Konstruktionsprinzipien des Amerikaners John Philip Holland.
Nach Kriegsbeginn wurden die Boote nach Brioni verlegt, das zur ersten k.u.k. U-Boot-Basis wurde.